# Dracaena lancifolia
Dracaena lancifolia är en sparrisväxtart som först beskrevs av Henry Nicholas Ridley, och fick sitt nu gällande namn av Stephen Jankalski. Dracaena lancifolia ingår i släktet dracenor, och familjen sparrisväxter. Inga underarter finns listade i Catalogue of Life.